# Phanerochaete affinis
Phanerochaete affinis är en svampart som först beskrevs av Edward Angus Burt, och fick sitt nu gällande namn av Erast Parmasto 1968. Phanerochaete affinis ingår i släktet Phanerochaete och familjen Phanerochaetaceae.   Inga underarter finns listade i Catalogue of Life.